# 스파이크 비디오 게임 어워즈
스파이크 비디오 게임 어워즈(영어: Spike Video Game Awards)는 스파이크 TV에서 주최했던 비디오 게임 상으로, 2003년에 처음 개최되어 2013년까지 개최되었다. 제프 킬리가 제작하였으며, 킬리는 2014년부터 새로 더 게임 어워즈를 개최하여 제작하고 있다.